# Brande Kirke (Silkeborg Kommune)
 For alternative betydninger, se Brande Kirke. (Se også artikler, som begynder med Brande Kirke)
Brande Kirke i Them Sogn blev bygget i 1900, samme sted hvor den oprindelige kirke fra 1200-tallet lå. Kirken er opført røde teglsten fra Lysbro Teglværk. Kirken er tegnet af arkitekt Rudolf Frimodt Clausen fra Aarhus, der også havde tegnet kirkerne i Christianshede og Engesvang,
Brande Kirke er beliggende på Brandevej 18, Brande, 8653 Them